# 罗兰·沃丁顿
罗兰·沃丁顿（英語：Roland Waddington，1937年1月13日—2022年），澳大利亚男子赛艇运动员。他曾代表澳大利亚参加1958年大英帝国和英联邦运动会赛艇比赛，获得一枚银牌和一枚铜牌。